# Ampulex murotai
Ampulex murotai är en  stekelart som beskrevs av Kazuhiko Tsuneki 1973. Ampulex murotai ingår i släktet Ampulex och familjen Ampulicidae. Inga underarter finns listade i Catalogue of Life.